# Đá Vĩnh Hảo
Đá Vĩnh Hảo (tiếng Anh: Eastern Reef; tiếng Trung: 铁峙礁, bính âm: Tiezhi Jiao) là một rạn san hô thuộc cụm Thị Tứ của quần đảo Trường Sa. Đây là một rạn san hô "nửa nổi nửa chìm" (cạn nước khi thủy triều thấp) dài khoảng 1,7 km theo trục đông-bắc xuống tây-nam, rộng khoảng 1,4 km theo trục tây-bắc xuống đông-nam. Đá này nằm vế phía đông-bắc của đảo Thị Tứ khoảng 8,8 km. Tọa độ của rạn san hô này là 11°04'25" N, 114°20'56.
Đá Vĩnh Hảo là đối tượng tranh chấp giữa Việt Nam, Đài Loan, Philippines và Trung Quốc. Hiện chưa rõ nước nào thực sự kiểm soát rạn san hô này.

## Hình ảnh
| đá Vĩnh Hảo đá Trâm Đức đảo Thị Tứ đá Tri Lễ đá Hoài Ân đá Cái Vung Đá Vĩnh Hảo và các thực thể địa lý phụ cận (nguồn ảnh: NASA). Tài liệu hàng hải quốc tế gọi tập hợp rạn san hô này là cụm Thị Tứ (Thitu Reefs). |